# Steven Jackson (baseball)
Pour les articles homonymes, voir Jackson et Steven Jackson.
Steven Nash Jackson, né le 15 mars 1982 à Eutawville (Caroline du Sud) aux États-Unis, est un joueur américain de baseball évoluant en Ligue majeure de baseball avec les Pittsburgh Pirates.

## Carrière
À la fin de ses études secondaires à la Summerville High School, Steven Jackson est drafté en juin 2000 par les Devil Rays de Tampa Bay. Il repousse l'offre et entame des études supérieures à l'Université de Clemson.
Jackson passe quatre ans à Clemson de 2000 à 2004. Il porte les couleurs des Clemson Tigers avec lesquels il enregistre 19 victoires pour 8 défaites. Les Indians de Cleveland le draft sans succès en juin 2003, puis Jackson rejoint les rangs professionnels après la draft de juin 2004. Il est sélectionné par les Diamondbacks de l'Arizona, organisation où il entame son parcours en Ligues mineures.
Encore joueur de Ligues mineures, il est transféré chez les Yankees de New York en 2007. Il évolue en Double puis Triple-A avec les Thunder de Trenton et les Scranton/Wilkes-Barre Yankees.
Il rejoint les Pirates de Pittsburgh le 18 mai 2009 et fait ses débuts en Ligue majeure le 1er juin.